# Joseph Lysens

Gouverneur Lysens neemt afscheid van zijn zoontje die naar Duitsland vertrekt (zondag 10 augustus 1941).

Joseph Walther Victor Balthasar Lysens, ook Jef Lysens, (Tongeren, 6 januari 1896 - Antwerpen, 27 januari 1950) was een Belgisch senator.

## Levensloop
Na lager en middelbaar onderwijs in Tongeren, kwam de tijd van de Eerste Wereldoorlog. Lysens werd opgepakt en als civiele gevangene geïnterneerd in het kamp van Celle in Duitsland, van waaruit hij kon ontsnappen en via Nederland naar Engeland vluchten. Hij meldde zich als oorlogsvrijwilliger en kwam vanaf april 1917 aan het front. Hij was er betrokken bij de Frontbeweging. Hij liep hiervoor straffen op. Eerst werd hem zijn graad van adjudant ontnomen. Later werd hij veroordeeld tot tien maanden gevangenis, waarvan hij zeven maanden uitzat.
Hij vervolgde zijn studies en in 1924 promoveerde hij aan de Universiteit van Luik tot doctor in de rechten. Hij vestigde zich als advocaat in Tongeren. Ook speelde hij een belangrijke rol in het plaatselijke culturele leven. Tot in 1929 was hij secretaris van het Tongerse ACW.
In 1929 was hij medeoprichter van de Katholieke Vlaamse Volkspartij van Limburg. Van daar kwam hij bij het Vlaams Nationaal Verbond (VNV) terecht. Voor deze partij werd hij in 1936 lid van de Senaat als provinciaal senator voor Limburg, een mandaat dat hij vervulde tot in 1939.
Bij de gemeenteraadsverkiezingen van 1938 was hij kandidaat op een kartellijst van de katholieke partij, het VNV en Rex. Hij werd verkozen en werd schepen, een functie die hij uitoefende tot in april 1941.
Op die datum werd hij dienstdoend gouverneur van Limburg, in opvolging van Gérard Romsée. Ook werd hij in 1941 voorzitter van de Provinciale Cultuurdienst van Limburg en in 1942 voorzitter van de Interprovinciale Cultuurdienst.
In september 1944 vluchtte hij naar Duitsland. Hij werd er gearresteerd, naar België teruggebracht en in december 1945 door de krijgsraad in Hasselt veroordeeld voor collaboratie tot 25 jaar gevangenis en een zware geldboete.
In 1949 werd hij voorwaardelijk vrijgelaten omwille van gezondheidsproblemen en enkele maanden later overleed hij.